# Har Hod
Har Hod (hebreiska: הר הוד) är ett berg i Israel.   Det ligger i distriktet Norra distriktet, i den norra delen av landet. Toppen på Har Hod är 778 meter över havet.
Terrängen runt Har Hod är lite bergig. Runt Har Hod är det tätbefolkat, med 511 invånare per kvadratkilometer. Närmaste större samhälle är Karmi'el, 5,7 km sydväst om Har Hod. 